# Lucia Schiavinato

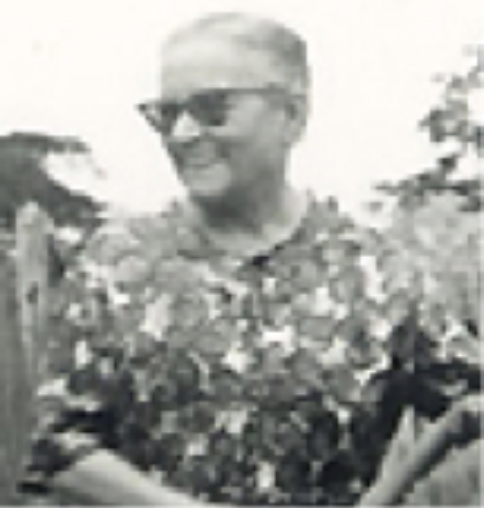
Lucia Schiavinato (1900-1976)

Lucia Eleonora Schiavinato, meglio nota come Lucia Schiavinato (Musile di Piave, 31 ottobre 1900 – Verona, 17 novembre 1976), è stata una personalità religiosa italiana; una laica consacrata con una grande spiritualità, fondatrice dei "Piccoli Rifugi" (riconosciuti come istituto secolare di diritto pontificio) che ha iniziato la sua opera a San Donà di Piave. È in atto il suo processo di canonizzazione.

## Biografia

### Giovinezza
Lucia Schiavinato nacque a Musile di Piave il 31 ottobre 1900 in una famiglia medio borghese: la madre, Pia Stalda, docente alla scuola primaria, il padre, Guglielmo Schiavinato, cassiere alla Banca Mutua Popolare a San Donà di Piave
Insieme ai genitori e ai fratelli, Maria e Menotti, si trasferì a San Donà di Piave nel 1907.
Per motivi di salute interruppe precocemente gli studi, ma la dedizione verso essi continuò negli anni.
Ad influenzare fortemente la sua educazione cristiana fu l’arrivo a San Donà di Piave del Parroco Mons. Luigi Saretta nel 1915.
Nel 1917 a causa della Grande Guerra, Lucia, assieme alla madre e ai fratelli, si trasferì a Recco, in Liguria, mentre il padre traslocò a Firenze con il suo Direttore di Banca, Renato Del Colle.
Nel 1920, Lucia fece ritornò a San Donà di Piave ed entrò a far parte dell’Associazione Gioventù Femminile di Azione Cattolica, e della Conferenza di San Vincenzo, contribuendo in maniera significativa alla ricostruzione del paese, e dedicandosi al sostegno dei più deboli.
Nel 1921 per volere del Vescovo della Diocesi di Treviso, Giacinto Loghin, partecipò al congresso eucaristico con una relazione che trattava il tema dell’eucaristia: "La giovane e l'amore al SS. Sacramento. Visita - Adorazione - Cura dell'altare".
In questa occasione è evidente come l'eucaristia sia per lei radice essenziale della sua rigogliosa Fede.
Nel 1924 Lucia scrisse “Programma di Vita” in cui promise di dedicare la sua vita alla preghiera a Dio e all'aiuto dei più bisognosi.
A settembre del 1925 Lucia partecipò nuovamente al congresso eucaristico a San Donà di Piave per diffondere la pratica degli esercizi spirituali.

### Età adulta
Con il passare degli anni Lucia continuò ad operare intensamente in Parrocchia e nelle Associazioni, dedicandosi in particolar modo ai bambini, ai poveri e agli ammalati.
Nel 1933 Lucia affittò una stanza nota come “il Campiello” per ospitare una vedova paralitica. A quella stanza se ne aggiunsero altre, e da lì nacque l’idea del “Piccolo Rifugio”, che prenderà vita a San Donà di Piave nel 1935, con lo scopo di accogliere i più bisognosi.
Nel 1943, durante le oppressioni antisemite, Lucia offrì accoglienza a tre donne ebree e appoggiò la Resistenza Partigiana guidata da Attilio Rizzo presidente della Conferenza San Vincenzo Maschile.
Successivamente, vennero aperti due nuovi rifugi: uno inaugurato nel 1955, a Roma, nella Villa di Monte Mario, e trasferito successivamente a Ferentino, in provincia di Frosinone; l’altro nel 1957 a Vittorio Veneto.
Nel 1946, su suggerimento di Mons. Saretta, Lucia entrò in politica, e diventò consigliere comunale della Democrazia Cristiana e Assessore all’Assistenza Sociale e Sanitaria del suo Paese.
Il suo impegno fu rivolto in particolar modo alla battaglia contro la disoccupazione, e all’abuso di alcolici e stupefacenti. Nel 1949 per motivi di salute lasciò l’incarico politico, riprendendolo però nel 1956, entrando a far parte del Consiglio Provinciale di Venezia. Nel 1958 venne approvata la Legge Merlin, che prevedeva la chiusura delle case di prostituzione. In quell’occasione Lucia, assieme ad Ida D’Este, fondò il primo Centro di Riabilitazione per ex prostitute, Villa Madonna della Neve. Nello stesso anno lavorò e fece uscire il primo numero di Amor Vincit, voce dell’Istituto Secolare Volontarie della Carità e della Fondazione di Culto e religione Piccolo Rifugio. Lucia trascorse un periodo in Meridione con la speranza di fondare un Piccolo Rifugio, ma senza mai riuscirci. Vennero inaugurati altri Piccoli Rifugi in varie zone dell’Italia settentrionale: nel 1959 a Mogliano Veneto, nel 1960 a Verona, nel 1962 a Trieste. Nel 1963 Lucia, assieme ad un gruppo di Volontarie, partì per il Brasile per fondare nuovi centri di Carità. Molti furono i viaggi oltreoceano e in particolare in Terra Brasiliana.  Nel 1966 venne inaugurato a Itaberaba un ambulatorio ospedaliero per i poveri e l’anno successivo Lucia operò nel Lebbrosario di Aguas Claras e del Grajaù. Assieme alle Volontarie, Lucia si stabilì nella Diocesi di Pinheiro a Maranhão. Gran parte del lavoro in Brasile venne sostenuto dai finanziamenti raccolti dai Piccoli Rifugi in Italia.

### Ultimi anni di vita
Nel 1967 a Roma si svolse il Primo Convegno Mondiale dei Presidenti degli Istituti Secolari ma Lucia non presenziò perché impegnata con i viaggi in Brasile. Nel 1968 vi fu l’approvazione diocesana dell’Istituto Volontarie della Carità con il fine di “realizzare fra il laicato cattolico, la consacrazione a Dio, con l'impegno di attuare nella vita lo spirito genuino del Vangelo, vivendo in castità, secondo il proprio stato, in povertà, per quanto lo permetta la propria situazione sociale, in armonia, di intesa e di programma con i fini e lo Spirito dell'Istituto.” Nel 1969 lavorò con gli emigranti italiani residenti in Germania, dedicando la maggior parte del suo tempo ai bambini, offendo loro sostegno scolastico.  Nel 1970 Lucia si recò in Amazzonia con le Volontarie, nella Diocesi di Alto Solimbes, in mezzo agli indios Ticuna e nell’Acre, presso la Diocesi di Rio Branco. Dal 20 al 26 settembre di quello stesso anno,  partecipò al primo Congresso Internazionale con i Presidenti degli Istituti Secolari del Mondo, svoltosi a Roma. Nel 1975 abbandonò la presidenza dell’Istituto Secolare Volontarie della Carità, e compì l’ultimo viaggio in Amazzonia. Si stabilì a Grajaù, nel Lebbrosario "San Marino". Nel maggio del 1976 per problemi di salute lasciò il Lebbrosario e tornò in Italia. Il 17 novembre di quello stesso anno morì.
Fu sepolta nella tomba di famiglia a San Donà di Piave.

## Partecipazione e prospettiva politica-sociale
Con la fine della guerra (1945-1947) inizia per Lucia Schiavinato un'esperienza assolutamente nuova, la sua entrata in politica. Non fu una decisione presa di propria iniziativa. A convincerla su questa strada fu il suo diretto superiore, mons. Saretta. 
Lucia accettò la proposta poiché San Donà, dopo la guerra, aveva bisogno di essere riassestata e ricostruita nelle sue strutture fondamentali, nel tessuto sociale, nella sua identità di città democratica e libera.
Durante il suo periodo in politica, Mamma Lucia, continuò a prendersi cura del Piccolo Rifugio e della famiglia che aveva fondato.
Nell'Amministrazione che face la sua prima seduta di Consiglio il 18 aprile 1946, Lucia fu una delle tre donne elette su trenta consiglieri. In quella seduta venne eletto il sindaco Celeste Beniamino. 
La spiccata autonomia di giudizio e la mancata appartenenza storica e forte a un partito che la condizionasse, permise a Lucia di ricoprire un particolare ruolo di "super partes" all'interno della Democrazia Cristiana. Entrò nella Dc sotto la spinta di mons. Saretta ma non aderì mai fino in fondo al partito. Anche il suo conservatorismo, non era un vero conservatorismo politico ma nasceva da un'obbedienza razionale e giudiziosa alla Chiesa. Per questo in politica fu più una Degasperina che Dossettiana.
Lucia partecipò all'Amministrazione cittadina soprattutto per rappresentare se stessa, la propria esperienza e la capacità di ascoltare, discernere e prendere in carico i bisogni della gente, fu una delle forme con cui praticava la carità.
L'attività comunale prevista dal sindaco neoeletto prevedeva la suddivisione in quattro branche: Assistenza Sociale; Finanze; Lavori Pubblici e Alimentazione, commercio e lavoro. A Lucia venne affidato l'assessorato all'Assistenza sociale e Sanitaria, il quale è legato per un buon periodo anche all'Assessorato per l'Istruzione.
Durante i tre anni in cui Lucia fa parte dell'Amministrazione, si trova in prime persona come assessore a fronteggiare diversi problemi della cittadina: disoccupazione, abuso di alcolici e stupefacenti, soccorsi giornalieri alle famiglie dei militari in armi, ripresa dell'attività scolastica, etc. Fu per lei un periodo molto attivo e di grande lavoro.
Dalla seduta del Consiglio Comunale del 20 giugno 1947 Lucia comincia ad essere assente.  Presenterà le dimissioni ben due volte, ma solo nella seduta del Consiglio Comunale del febbraio 1949 le sue dimissioni vennero accettate e al suo posto venne eletto Leandro Rizzo. Per tutto il lungo periodo di assenza (dettata dalla malattia ma anche dalla consapevolezza di aver concluso il suo mandato in politica), gli incarichi di Lucia Schiavinato vennero svolti da un assessore supplente, Pavan Guido.
La sua vicenda politica però non si conclude. Lucia si ripresenta alle elezioni amministrative cinque anni dopo, viene eletta ma non entra in Giunta. Nel 1956, venne poi eletta al Consiglio Provinciale di Venezia.
Lucia, come possiamo leggere nelle sue lettere, esortava le sue sorelle alla giustizia e all'obbedienza citando uno scritto di Alessandro Pronzato: "Cristo ci consegna un mondo da cambiare. Una realtà da trasformare...perciò risposta attiva, creativa, capace di ri-costruire...".
"Coraggio!!! Altro che stare nel dubbio, brontolare, trovare scuse: il mondo deve essere cambiato anche da ciascuno di noi!"

### Progetti e opere

#### Le organizzazioni cattoliche
Durante gli anni della Grande Guerra Lucia Schiavinato iniziò sin dalla giovane età ad occuparsi della tutela dei bambini e degli anziani abbandonati nelle campagne. Negli stessi anni entrò a far parte di un gruppo di giovani cattolici orientati all’assistenza verso il prossimo. Prese successivamente parte alle organizzazioni cattoliche di San Donà di Piave fino a quando, nel 1920, nacque la Gioventù Femminile, un’associazione cattolica in cui Lucia rivolse maggiormente il suo impegno umanitario. Nello stesso anno a San Donà di Piave sorse un'ulteriore associazione a cui Lucia dedicò parte del suo impegno, la Conferenza di San Vincenzo femminile
Nel 1921 Lucia Schiavinato prese parte all'Azione Cattolica. All’interno di tali circoli il focus era rivolto prevalentemente alla formazione religiosa attraverso l’istituzione di corsi, scuole di catechismo, opere di propaganda per l’istruzione dei giovani ed iniziative per la celebrazione delle Sante Messe all'interno di ospedali e ospizi.  Importanti iniziative portate avanti da Lucia Schiavinato investirono anche la dimensione culturale; collaborò e fondò scuole per analfabeti, scuole di cucito e di ricamo, partecipando alla costituzione di segretariati per le operaie e alla fondazione di biblioteche per i cittadini.

#### I piccoli rifugi
Nell’antivigilia di Natale del 1935 Lucia fondò il Piccolo Rifugio San Vincenzo in onore dell’associazione cattolica sorta nel 1920. Il Piccolo Rifugio è un ente ecclesiastico fondato allo scopo di offrire cure e accoglienza alle persone più bisognose, tra cui malati, anziani e disabili. Nell’1940 Lucia, investì il denaro lasciato dalla sua famiglia per acquistare una nuova abitazione per il Piccolo Rifugio, adiacente alla casa paterna. Questa nuova abitazione, diventerà la cappellina dell'adorazione notturna e diurna e verrà inaugurata ufficialmente la mattina del 28 aprile 1941. Il Rifugio non fu solamente luogo di accoglienza di anziani, bambini abbandonati e disabili, ma ospitò anche gruppi di giovani che si riunivano per pregare. Il 10 ottobre del 1944 San Donà di Piave, in seguito alla Guerra, fu bombardata e gli ospiti del Rifugio vennero trasferiti nelle scuole di Campodipietra. A Campodipietra rimasero fin dopo la liberazione, verso la metà di luglio del 1945. Nel 1954 Lucia Schiavinato, in collaborazione con Ida d'Este, fondò l’Istituto Secolare delle Volontarie della Carità. Le Volontarie erano delle donne laiche consacrate che decisero di dedicare cure e assistenza ai più bisognosi.
Nel gennaio del 1955 venne aperto il secondo Piccolo Rifugio a Roma in una villa di Monte Mario. La villa fu presa in affitto dal Comune di Roma al quale vengono versate inizialmente 150.000 lire al mese. Qualche anno dopo si presentò alla porta del Rifugio di Roma il papà del gesuita vice parroco della Parrocchia vicina. Da quell’ incontro nacque l'idea del nuovo Rifugio. L’abitazione fu edificata a Ferentino, in provincia di Frosinone, nella casa fu costruita una cappellina inaugurata nel giugno del 1957. Ma il Rifugio venne aperto già nell'aprile dello stesso anno. All’interno del Rifugio venne istituita una scuola per ragazzi disabili, in cui potevano accedere anche i giovani dei territori limitrofi. Nell’agosto del 1957 sorse un nuovo Rifugio a Vittorio Veneto. Nel dicembre 1961 venne fondato un Rifugio a Pescantina e nel 1962 anche a Trieste.

#### Ville Madonna della Neve
Il 20 febbraio del 1958 fu approvata la legge Merlin Con l’approvazione della legge si sentì la necessità di operare a favore di quelle ragazze che intendevano approfittare della chiusura delle case di tolleranza per rifarsi una nuova vita. È a tal proposito che il 22 settembre del 1957, ancor prima dell’approvazione della Legge, Lucia Schiavinato, in collaborazione con Ida D’Este, fondò il primo centro di riabilitazione chiamato Ville Madonna della Neve. All’interno di questi centri venne presa a modello la struttura fondamentale dei Rifugi. Il primo centro di Riabilitazione sorse nel Veneto, a Campocroce di Mogliano Veneto. Nei mesi successivi, nel terreno soggiacente al centro, venne costruito un Rifugio. Sempre nello stesso anno si manifestò l'esigenza di moltiplicare le case di accoglimento e di suddividere i gruppi delle ospiti secondo l'età, i bisogni e la diversa preparazione professionale. Nel maggio del 1958 Lucia fece uscire il primo numero di “Amor Vincit” (oggi riconosciuto con il nome di “l’Amore Vince”) voce dell’Istituto secolare Volontarie della Carità e della Fondazione di culto e religione Piccolo Rifugio. Nello stesso anno venne sottolineato sul giornale Amor Vincit che le strutture create non sarebbero diventate mai degli istituti o dei collegi, in quanto la volontà di base era di dar vita a delle vere e proprie famiglie. Per questo motivo le strutture non furono allestite con tratti massificanti. L'opera di rieducazione morale, religiosa e professionale comportò molta pazienza e tempo. Richiese un'assistenza fatta da molte persone anche perché le domande di accoglimento nelle case cominciarono a farsi più numerose.  Nel novembre del 1958 venne istituito un centro di riabilitazione a Bologna e nel 1960 venne inaugurata la Cappelletta di Noale, una casa di accoglienza per ragazze e madri. Nel 1960 Lucia Schiavinato diede vita al Piccolo Rifugio a Villa Mirandola di Settimo di Pescantina. Nei primi mesi del 1961, venne fondata la Casa di Rimini.

#### I rifugi nel sud
Nell'agosto del 1958 Lucia Schiavinato visitò l’Italia meridionale, in compagnia di una donna conosciuta per caso, ed è proprio grazie all’aiuto di quest’ultima, e delle sue numerose conoscenze, che Lucia tenterà di realizzare un Rifugio nel Meridione. In quello stesso periodo Lucia fece pubblicare un articolo su “Amor Vincit” con scritto: "... Abbiamo visto nel Sud bambini con gli arti atrofizzati che si trascinano da anni nel fango di una catapecchia, oppure che marciscono infermi o piagati per la sporcizia e l'incuria, su sacchi e paglia di un tugurio... Occorre estendere e moltiplicare i Rifugi nel Sud".. Nell'aprile dello stesso anno comprò, tramite un affarista, un terreno ad Agropoli e vi fondò il primo Rifugio nel Meridione. Tuttavia, a distanza di un breve periodo, Lucia si trovò senza alcun appoggio e fu costretta a vendere il terreno. La ricerca di un Rifugio nel Sud produsse sempre risultati negativi, Lucia non riuscirà mai a realizzare il suo intento. Ella, per aiutare i più bisognosi, dovette accontentarsi di ricorrere alle colonie di altri Istituti che, fuori stagione, davano la disponibilità.

#### Opere oltre oceano
Il 31 marzo del 1963 Lucia Schiavinato, assieme alle Volontarie, partì dal porto di Napoli e si recò a Itaberaba, un paese all'interno dello stato di Bahia in Brasile nella diocesi di Ruy Barbosa. Questo e i molti altri viaggi che si susseguirono negli anni metteranno in luce gli immensi problemi dell'America Latina, sotto l'impulso del Concilio Vaticano II. Lucia Schiavinato fu promotrice, inoltre, del movimento dei laici per l’America Latina. Nel luglio 1965 Lucia prese parte alla realizzazione della prima vera opera concreta oltre oceano. Si tratta di un ambulatorio ospedaliero, inaugurato il 6 gennaio del 1966 a Itaberaba, per i poveri della parrocchia che non potevano permettersi di pagare cure mediche. Nel dicembre del 1966 Lucia Schiavinato, insieme alle Volontarie, iniziò a dedicarsi alla cura dei lebbrosi che si trovavano confinati all’interno di un lebbrosario, ad Aguas Claras in Brasile, un villaggio che ospitava circa 200 malati di lebbra. Sempre negli stessi anni Lucia si occupò della ristrutturazione del lebbrosario di Grajaù in Brasile. L’amore verso gli ultimi si manifestò inoltre attraverso le opere di carità rivolte agli alagados in Salvador e agli indios in Amazzonia.

#### Il programma di vita
Nel 1924 scrisse un manoscritto intitolato "Programma di vita"; tale opera mise in luce la sua profonda dedizione alla fede cristiana. Il "programma di vita” include una parte pratica in cui Lucia descrisse con precisione lo svolgersi delle sue giornate nella devozione a Dio.  Scrisse: "Dopo d'aver invocato il lume dello Spirito Santo e d'aver scongiurato il cuore di Gesù ad uniformarmi ai Suoi divini voleri e ai desideri Suoi mi accingo tremando a compilare questo programma di vita che sento bisogno di fare per crescere nell'amore e attendere con maggior impegno alla perfezione nel servizio di Dio..." Proseguì: "...Perciò scrivendo sarà come intingessi la penna nel sangue di Gesù Crocifisso e non mi permetterò alcuna parola che potessi sentire contraria o non del tutto conforme allo Spirito del Signore e al fine di santificazione che mi sono proposta".

#### "Vigila": le raccomandazioni per l'anima
Nel 1959 Lucia Schiavinato fece stampare presso la Scuola tipografica "Don Orione" di Roma, il Vigila. Il Vigila è un libro rivolto alle Volontarie, dalle dimensioni ridotte nell'edizione in modo da rendere possibile il fatto di tenerlo in tasca. È costituito da 158 pagine e da altre 28, in quasi cartoncino, per le guide. Il Vigila contiene consigli, inviti, appunti, considerazioni e prese di posizione sulla strada da fare per mantenersi dentro la via delle "Volontarie della Carità". Lo stile di scrittura è discorsivo e non sono presenti grandi premesse o citazioni. Il volume si divide in 26 capitoli, più un ventisettesimo dedicato alle preghiere comunitarie ed individuali.

## Spiritualità
L'esistenza e la spiritualità cristiana di Lucia Schiavinato fu segnata da tre costanti. "Queste «costanti», nel loro insieme, costituiscono l'impronta, il sigillo impresso su ogni espressione apostolica e caritativa di Lucia"
- Prima costante: "Noi abbiamo creduto nell'Amore" 1Giovanni 4,16[29]. Questa era l'insegna di tutte le sue opere, il filo conduttore che la spingeva in ogni suo viaggio, in ogni missione, in ogni impegno polito, sociale e apostolico.
- Seconda costante: l'eucaristia e l'adorazione eucaristica. Elemento inseparabile e fondamentale della spiritualità della Serva di Dio. L'eucaristia come centro e riferimento di ogni sua Opera, così ebbe origine il primo Piccolo Rifugio di San Donà di Piave. Nelle riunioni periodiche con le Volontarie e Gruppi specifici, non mancava mai il tema eucaristico e l'adorazione.
- Terza costante: la scala di preferenza: i più poveri e i più derelitti. Il primo Piccolo Rifugio svela quali sono i destinatari principali della carità di Mamma Lucia: giovani, ragazze, poveri, incurabili, segnati da minorazioni, persone abbandonate dalle famiglie, non assistiti dalla società, etc. Questi "Rifugi" non furono solo luoghi di cura per la parte umana e fisica, ma anche scuola e chiesa della personalità, della spiritualità e del vivere nella società.[30][31]

Lucia Schiavinato ebbe una concezione singolare della vocazione. La sua era un'anima essenzialmente contemplativa e capace di mettersi anche al servizio e per questo si sottolinea l'importanza dell'adorazione ma anche l'urgenza operosa di andare in soccorso ai bisogni umani. Lucia fu una "mistica attiva". Per Lucia il ruolo dell'uomo fu quello di "lasciarsi adoperare", di diventare docile strumento nelle mani di Cristo facendosi vicino ad ogni persona bisognosa per soccorrerla, proprio come ha fatto Gesù. La spiritualità della Schiavinato presenta un tono fortemente carmelitano di Santa Teresa di Lisieux. All'interno delle opere dei Piccoli Rifugi, Lucia esortò le sue sorelle non solo a curare amorevolmente il corpo del malato, ma anche a educare nella fede la sua anima in modo da rendere l'ospite capace di donare la propria sofferenza a Cristo. 
Sicuramente di Lucia Schiavinato colpiscono: l'ardore apostolico, l'apertura ecumenica, le intuizioni profetiche, l'abnegazione al servizio missionario, la prontezza nel captare i bisogni dell'umanità e il valore dell'offerta.

## Riconoscimenti
In data 8 marzo 1999 è stata introdotta nella diocesi di Treviso la causa di beatificazione e canonizzazione, postulata da padre Vincenzo Bosca, i cui atti sono stati consegnati alla Congregazione delle cause dei Santi a Roma l'11 aprile 2001 (inizio fase apostolica del processo di beatificazione). Tali atti processuali consistono in 22 volumi contenenti scritti su Lucia Schiavinato. La postulazione richiede inoltre lo spostamento della salma dal cimitero di San Donà di Piave alla cappella del Piccolo Rifugio, nella stessa città. A Lucia Schiavinato è attualmente riconosciuto il titolo di Serva di Dio.
La Fondazione Piccolo Rifugio gestisce sei comunità in cui risiedono e ricevono assistenza persone con disabilità. Le sei comunità sorgono rispettivamente a:
- San Donà di Piave;
- Ponte della Priula in provincia di Treviso;
- Vittorio Veneto in provincia di Treviso;
- Ferentino in provincia di Frosinone;
- Verona;
- Trieste.

Il nome di Lucia Schiavinato è stato attribuito ad un Istituto Comprensivo (Schiavinato) a San Donà di Piave. Nell'istituto, nell'androne della scuola, si può osservare una tela raffigurante Lucia Schiavinato, le Volontarie della Carità, un bambino brasiliano e il Piccolo Rifugio. L'opera è stata realizzata da Roberto Joos